# Виллар-ле-Потель
Вилла́р-ле-Поте́ль (фр. Villars-le-Pautel) — коммуна во Франции, находится в регионе Франш-Конте. Департамент — Верхняя Сона. Входит в состав кантона Жюсе. Округ коммуны — Везуль.
Код INSEE коммуны — 70554.

## География
Коммуна расположена приблизительно в 290 км к востоку от Парижа, в 75 км севернее Безансона, в 35 км к северо-западу от Везуля.

## Население
Население коммуны на 2010 год составляло 161 человек.
| 1962 | 1968 | 1975 | 1982 | 1990 | 1999 | 2010 |
| ---- | ---- | ---- | ---- | ---- | ---- | ---- |
| 205  | 229  | 210  | 180  | 178  | 178  | 161  |

## Экономика

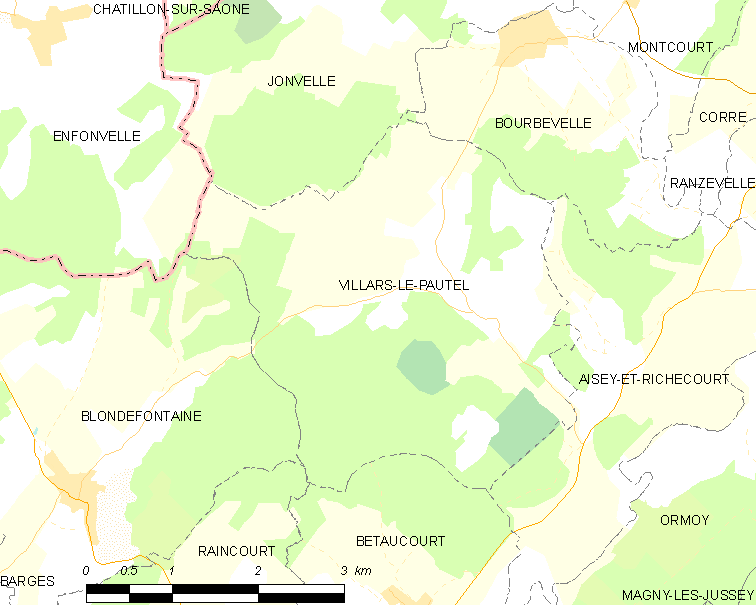
Карта коммуны

В 2010 году среди 88 человек трудоспособного возраста (15—64 лет) 61 были экономически активными, 27 — неактивными (показатель активности — 69,3 %, в 1999 году было 58,5 %). Из 61 активных жителей работали 49 человек (26 мужчин и 23 женщины), безработных было 12 (7 мужчин и 5 женщин). Среди 27 неактивных 2 человека были учениками или студентами, 12 — пенсионерами, 13 были неактивными по другим причинам.